# フレスポ阿波池田
フレスポ阿波池田は、徳島県三好市池田町サラダにあるショッピングセンター。

## 概要
阿波池田駅に程近い、元JT池田工場（のち四国JTS電装池田工場）跡地に建つショッピングセンターで、2007年7月に開業。三好市唯一のショッピングセンターである。
デイリーマート（セブン&アイ・ホールディングス提携・イズミ子会社）が運営する食品スーパー「デイリーマート阿波池田店」とフジ・リテイリング（イオングループ・イオン傘下）が運営する衣料品専門店「ザ・カジュアル池田」をキーテナントに18の専門店で構成されている。競合スーパー2社の店舗が核テナントとして出店している珍しい例であり、フジが系列外のショッピングセンターに入居する唯一の店舗である。
隣接して「阿波池田バスターミナル」が設置されている。

## 主なテナント
詳しくはショップ検索を参照。
- デイリーマート
- ザ・カジュアル
- コーナン
- ザ・ダイソー
- バターチキン
- 西松屋チェーン
- ベルフォール